# King Sunny Adé

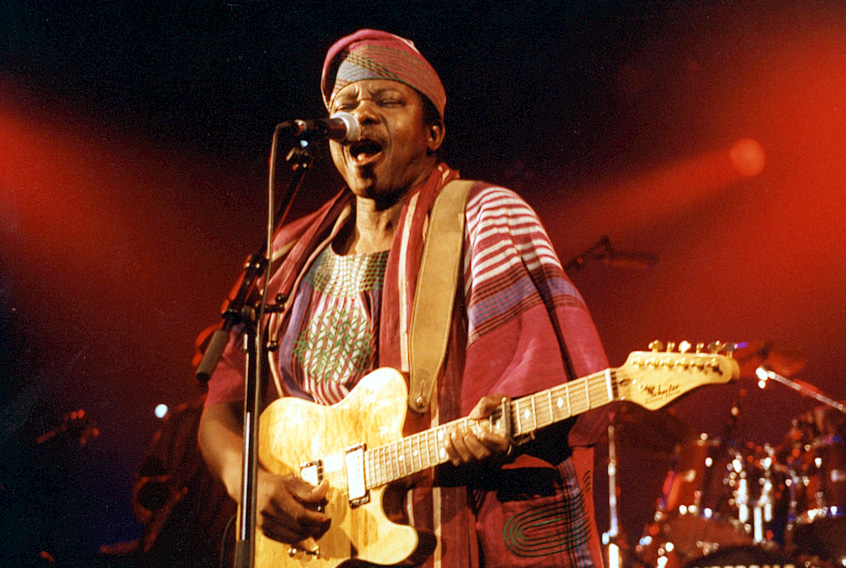
King Sunny Adé, 2005

King Sunny Adé (eigentlich Sunday Adeniyi; * 20. September 1946 in Ondo) ist ein Musiker aus Nigeria.

## Leben
Er stammt aus königlicher Familie, verließ aber die Schule, um eine Musikerlaufbahn einzuschlagen. Mitte der 1960er-Jahre trat er mit Moses Olaiya’s Federal Rhythm Dandies auf, 1967 gründete er seine eigene Band The Green Spots. Frustriert von den Geschäftspraktiken der Musikindustrie gründete er 1974 sein eigenes Plattenlabel, das in den letzten beiden Dekaden über Hundert von Adés Platten in Nigeria veröffentlicht hat. Mit den Einnahmen aus seinen Alben gründete er in Nigeria eine Ölfirma, ein Bergbauunternehmen, einen Nachtklub, ein Film- und Videoproduktion, eine PR Firma und ein Plattenlabel, das auf die Aufnahmen afrikanischer Künstler spezialisiert ist. Es wird geschätzt, dass etwa 700 Menschen in den verschiedenen Firmen arbeiten. Mitte der 1990er Jahre gründete er die King Sunny Adé Foundation, eine Organisation, zu der ein Zentrum für Darstellende Kunst, ein hochmodernes Aufnahmestudio und Unterkünfte für Künstler gehören.
Mit seiner Band King Sunny Adé and His African Beats spielt er seit Mitte der 1980er Jahre Jùjú, nigerianische Popmusik, die die einheimische Tradition mit westlichem Pop verbindet. Eines seiner Alben, Juju Music aus dem Jahr 1982, wurde in die Wire-Liste The Wire’s „100 Records That Set the World on Fire (While No One Was Listening)“ aufgenommen.
In den 1980er Jahren arbeitete Sunny Adé auch in Hollywood. Seine Musik war 1983 in dem Film Atemlos mit Richard Gere in der Hauptrolle und 1986 in der Komödie One More Saturday Night zu hören. Zudem ist seine Musik auch in dem 2021 erschienenen Film Stillwater – Gegen jeden Verdacht zu hören.
In Europa wurden King Sunny Adé and His African Beats einer breiteren Öffentlichkeit durch einen Auftritt im WDR-Rockpalast in der Essener Grugahalle im März 1983 bekannt, der europaweit live im Fernsehen übertragen wurde. Im selben Jahr trat er erstmals beim Montreux Jazz Festival auf, wo er 1996 noch einmal gastierte.